# Liesbeth Ribbius Peletier
Anna Elisabeth (Liesbeth) Ribbius Peletier (Utrecht, 29 juli 1891 – Scheveningen, 30 september 1989) was een Nederlands politicus.

## Leven en werk
Ribbius Peletier was een dochter van sigarenfabrikant Gerlacus Ribbius Peletier (1856-1930) en Adriana Louise Wijbelingh (1863-1939). Ze ging naar de meisjes-hbs in Utrecht en deed in 1910 staatsexamen. Ze studeerde vervolgens rechtswetenschap aan de Rijksuniversiteit Utrecht. Ribbius werd voorzitster van de Utrechtsche Vrouwelijke Studentenvereeniging (1915) en bestuurslid van de Nederlandsche Vereeniging van Vrouwen met Academische Opleiding (1918). Ze behaalde in 1916 haar doctoraalexamen en in 1920 promoveerde ze cum laude op haar proefschrift Leden-contracten bij professor C.W. Star Busmann.
Ribbius trok na haar afstuderen in een Amsterdams pension en ging aan de slag als volontair bij het Centraal Bureau voor Sociale Adviezen. In 1922 werd ze lerares staatsinrichting en recht en adjunct-directrice aan de School voor Maatschappelijk Werk. In haar studietijd voelde ze zich aangetrokken tot het anarchocommunisme. Na een studiereis door Groot-Brittannië, waar ze in contact kwam met de Labour Party, voelde ze meer voor de sociaaldemocratie. Ze werd in 1925 lid van de Arbeiders Jeugd Centrale, de jeugdbeweging van het Sociaal-Democratische Arbeiderspartij (SDAP). Kort daarop werd ze door Mathilde Wibaut gevraagd om te solliciteren als vrouwelijk secretaris van het partijbestuur. Ze volgde Liede Tilanus op als secretaris-penningmeester van het hoofdbestuur van de Bond van Sociaal-Democratische Vrouwenclubs. Zij zorgde voor een uitbreiding van het vrouwenwerk en zette zich in voor scholingswerk voor arbeidersvrouwen. In 1932 kon ze mede dankzij de erfenis van haar vader grond in Bennekom kopen, waar ze het jaar erop het vormingscentrum De Born voor arbeidersvrouwen oprichtte.
Politieke loopbaan
Ribbius werd verkozen tot lid van de Provinciale Staten van Noord-Holland (1931-1941, 1946-1958) en benoemd tot lid van de Eerste Kamer der Staten-Generaal (1937-1947). Ze was er fractiewoordvoerster op het gebied van justitie en sociale zaken en hield zich bezig met binnenlandse zaken. Tijdens de Tweede Wereldoorlog werd de SDAP door de bezetters verboden. Ribbius hield in die tijd contact met de vrouwenclubs, en De Born kon, als privébezit, blijven draaien. Na de oorlog werd ze lid van het partijbestuur van de PvdA en voorzitster van de Vrouwenbond van de partij. Naast dat ze opnieuw lid werd van Provinciale Staten, werd ze lid van de Gedeputeerde Staten van Noord-Holland (1946-1958) en was onder meer belast met gezondheidszorg en ruimtelijke ordening. In 1951 was ze lid van de Verenigde Naties-commissie inzake de rechtstoestand van de vrouw. Ze werd in dat jaar benoemd tot Ridder in de Orde van de Nederlandse Leeuw. In 1956 was ze VN vrouwenvertegenwoordiger en ging ze naar de Algemene Vergadering van de Verenigde Naties om daar een toespraak te houden. In april 1958 werd ze benoemd als eerste vrouwelijk lid, naast de koningin, van de Raad van State (1958-1966), waarna ze zich vestigde in Scheveningen. Op 75-jarige leeftijd trad Ribbius af als Staatsraad, maar ze bleef betrokken bij De Born.
Ribbius Peletier overleed in 1989 in haar woonplaats Scheveningen, op 98-jarige leeftijd.

## Ribbius Peletier-penning
De Ribbius Peletier-penning wordt vanaf 2019 vijf jaar lang jaarlijks uitgereikt aan een vrouw die zich verdienstelijk heeft gemaakt voor de positie van vrouwen in de Noord-Hollandse politiek. De penning is ingesteld door Provinciale Staten vanwege 100 jaar vrouwenkiesrecht. De penningen zijn uitgereikt aan:
- De eerste Ribbius Pelletier-penning werd op 7 maart 2019 uitgereikt aan Devika Partiman, oprichter van stichting Stem op een Vrouw (2017).[7][8]
- Manja van der Weit, gemeenteraadslid in Purmerend, ontving de penning in 2020.[7]
- In 2021 ontving Sylvana Simons de penning.[7][9]
- De penning werd in 2022 uitgereikt aan Marie-Anne van Reijen, oprichter van de sociale onderneming Meer Vrouwen in de Politiek.[7]
- De vijfde en laatste penning ging in 2023 naar Amber Laan, melkveehouder en voorzitter van het Hollands Agrarisch Jongeren Kontakt.[7]

- Biografisch Portaal: 18680052
- International Standard Name Identifier: 0000 0003 9061 4139
- Nederlandse Thesaurus van Auteursnamen: 237176742
- Parlement.com: vg09ll5ssayt
- RKD-Nederlands Instituut voor Kunstgeschiedenis: 496923
- Virtual International Authority File: 284241653
- WorldCat: E39PBJhd77y6MwQybCTGKCFR8C